# Pau de Basilea
La Pau de Basilea és un conjunt de tres tractats firmats el 1795 entre la França i el Regne de Prússia, el Regne d'Espanya i el landgraviat de Hessen-Kassel que posaven fi a la Primera Coalició.
El primer tractat es va firmar l'1 d'abril de 1795 entre Prússia i França. Mitjançant aquest tractat, Prússia cedia els territoris renans situats a l'oest del Rin.
El segon tractat es va firmar el 22 de juliol, entre França i Espanya, i va significar el final de la coneguda com Guerra Gran o guerra de la Convenció, que enfrontava a ambdós països des de 1793. Aquesta guerra, encara que s'havia iniciat de forma favorable per als interessos espanyols, havia suposat un dur revés per a les armes espanyoles i la invasió del territori espanyol per Catalunya, País Basc i Navarra (arribant fins i tot a ocupar Miranda de Ebro).
El tercer (28 d'agost), fou firmat entre el landgraviat de Hessen-Kassel i les forces revolucionàries franceses. Aquest representa el final de les Guerres de la Revolució Francesa amb el final de la Primera Coalició.
Vista la desfavorable evolució del conflicte, Manuel Godoy havia firmat ja un tractat previ el juny de 1795. En aquest acord preliminar, el govern espanyol proposava el reconeixement de la República francesa a canvi de mantenir els límits territorials espanyols, ja que França volia annexionar-se Guipúscoa, ocupada per les seves tropes. A més, Espanya pretenia també el restabliment del culte catòlic a França, l'alliberament dels fills de Lluís XVI, així com l'establiment d'una aliança contra Anglaterra (Espanya estava ressentida amb el seu, fins al moment, aliat a causa de certs enfrontaments al Carib). La versió definitiva del tractat es va firmar en el 22 de juliol. Constava d'un preàmbul i 17 articles. Al tractat s'establia que França tornava els territoris ocupats a Espanya.
A canvi, Espanya cedia a França la part espanyola de l'illa de Santo Domingo, en la que els francesos ja controlaven la part occidental de l'illa, Haití, des de la firma del Tractat de Ryswick el 1697) i es normalitzaven les relacions comercials entre ambdós països.
Les clàusules secretes del tractat disposaven que Espanya no perseguiria als afrancesats i l'alliberament de la filla del rei Lluís XVI. Es va postergar per a més tard un nou tractat, el que seria denominat Tractat de San Ildelfons, en el que es formalitzaria una aliança contra Anglaterra.
Carles IV va concedir a Godoy el títol de Príncep de la Pau per la seva intervenció en el tractat.